# Hôtel Court de Fontmichel
L'Hôtel Court de Fontmichel est un monument historique inscrit en 1965 et 1966 situé à Grasse.

## Histoire
La construction de l’édifice a commencé en 1690 et a duré plus de cent ans.
En 1774, la famille de Théas vend l’hôtel à la famille Court.
Divers éléments de l'hôtel sont inscrits au titre des monuments historiques par arrêtés des 22 mars 1965, 15 avril 1966 et 3 septembre 2020.

## Galerie

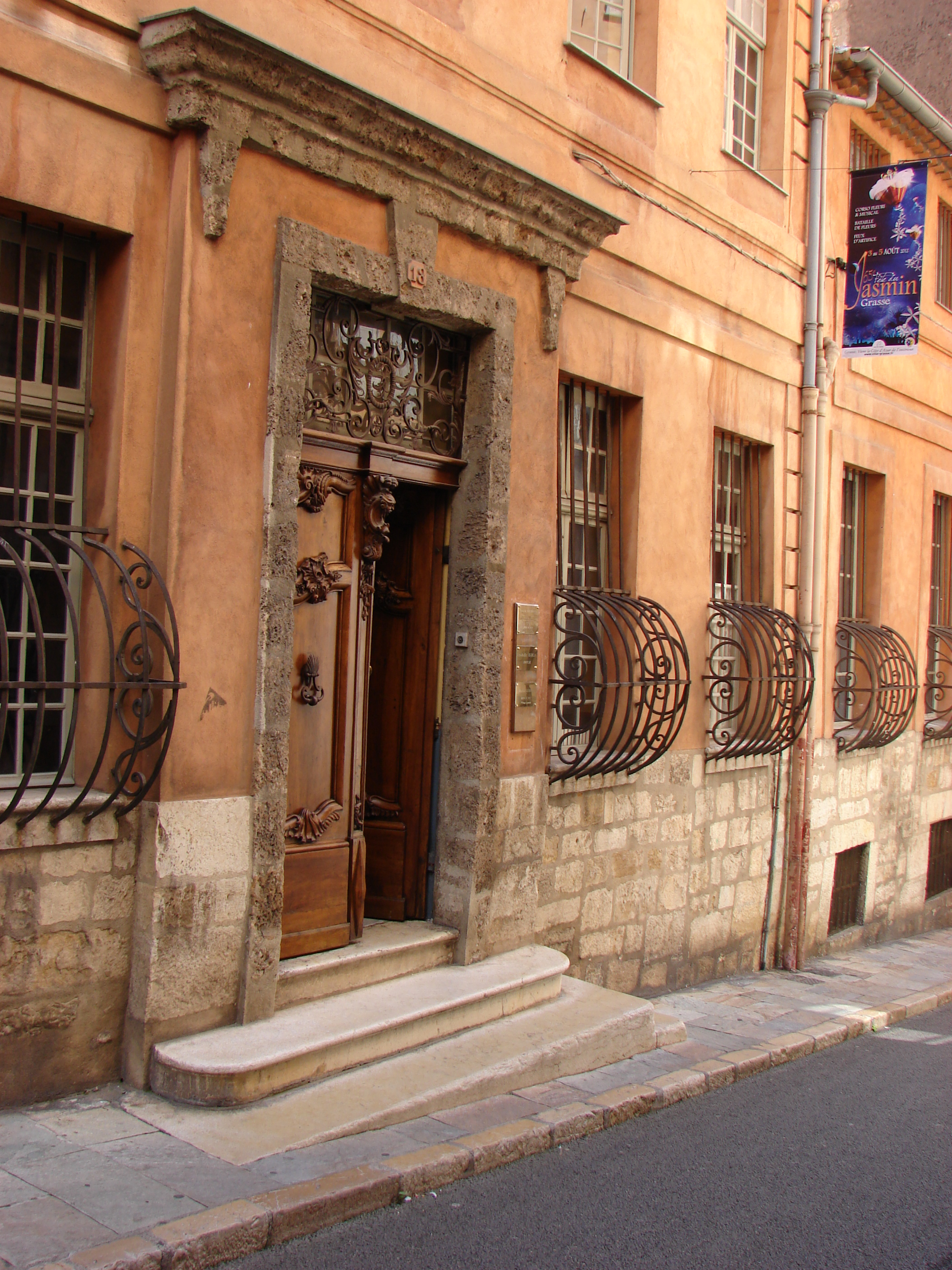
Entrée de l'hôtel
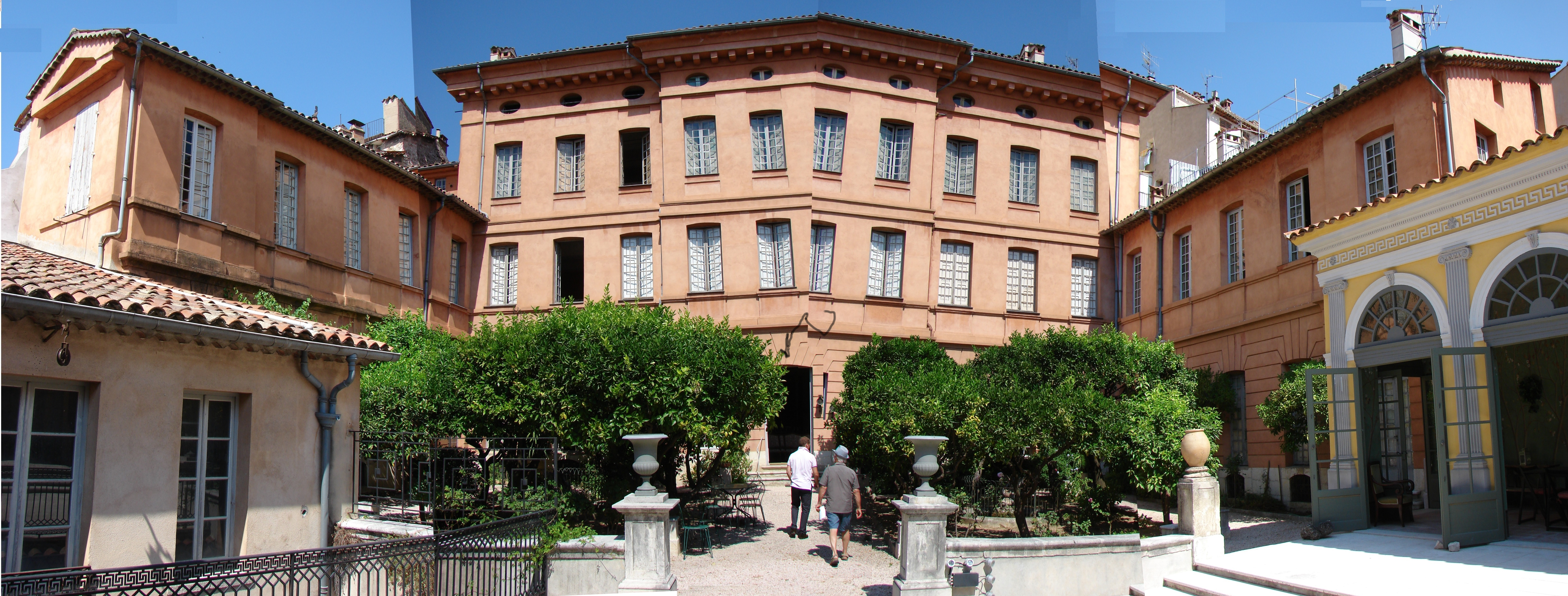
Vue intérieure depuis le Lectiçoir de l’hôtel
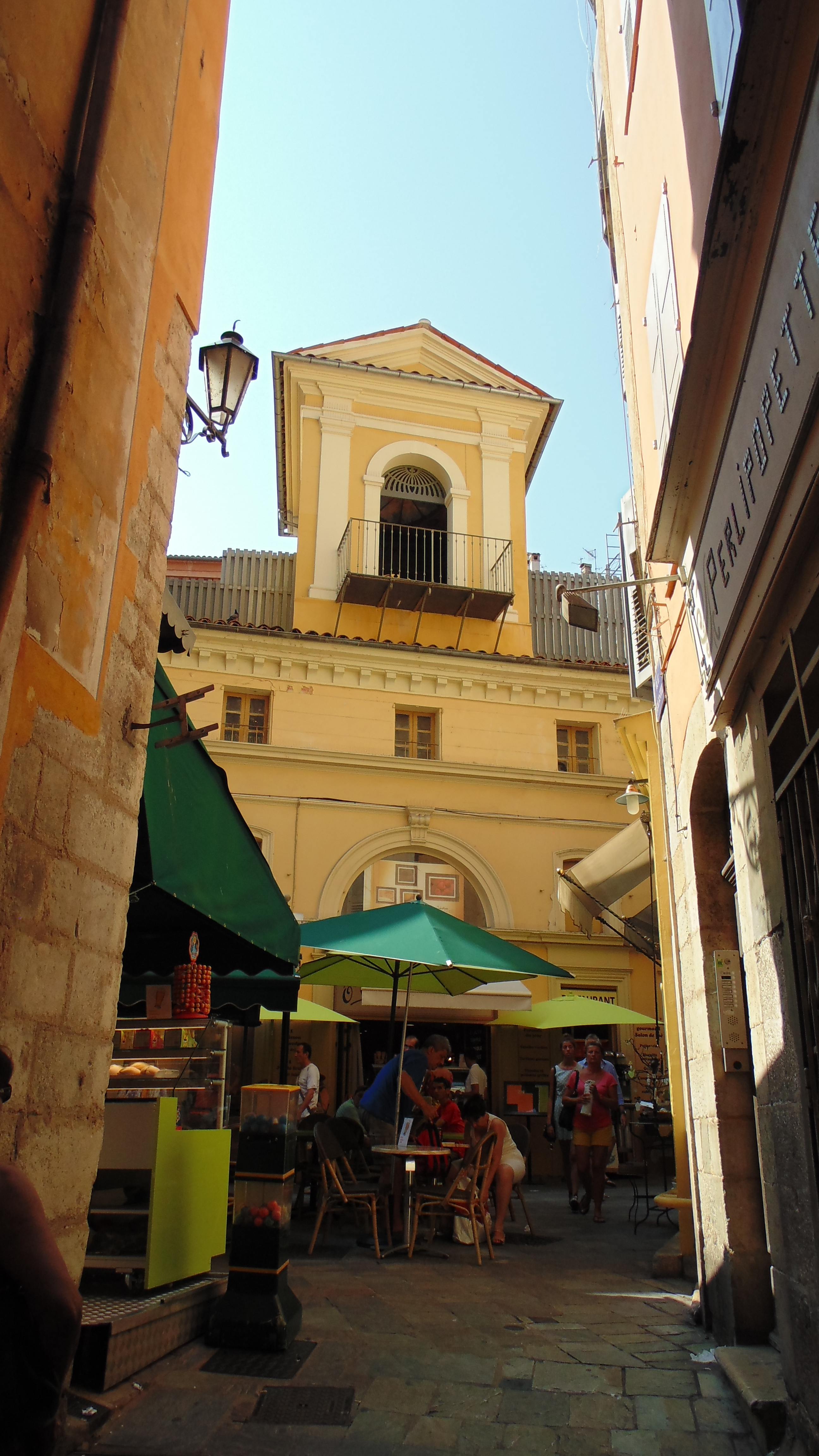
Vue extérieure du Lectiçoir depuis la rue